# Quidditch
Quidditch er en fiktiv konkurrencesport, der forekommer i J.K. Rowlings bøger om Harry Potter. Det er en yderst grov, men meget populær semi-kontakt sport, som troldmænd og hekse spiller og akademikeren D. Bruno Starrs har skrevet om dens egenart som en sport, hvor spillerne kan være enhver alder eller køn.
Kampe spilles mellem to hold med syv spillere rider på flyvende kosteskafter, ved hjælp af fire bolde kaldet Tromleren, to Smashere og Det Gyldne Lyn. Der er seks høje ringformede mål, tre i hver ende af Quidditchbanen. I Harry Potter-universet er Quidditch en globalt populær sport.
Harry spiller en vigtig position på sit kollegiehold på Hogwarts: han er Søgeren og bliver holdkaptajn på sit sjette år på skolen. Regionale og internationale konkurrencer i Quidditch er nævnt i hele serien. I Harry Potter og Flammernes Pokal er Quidditch på Hogwarts anulleret grundet Turneringen i Magisk Trekamp, men Harry og Weasley-familien deltager i Verdensmesterskaberne i Quidditch.
Spillet er blevet vedtaget i den virkelige verden i form af Muggler Quidditch .

## Banen
Quidditch kampe spilles på (eller rettere i) en oval, 500 fod (150 m) lang og 180 fod (55 m) bred bane, med en lille central (kerne) cirkel omkring 2 fod (0,61 m) i diameter. I hver ende står tre runde mål: én på 30 fod (9,1 m), en på 40 fod (12 m), og én på 50 fod (15 m). Der er også en linje, der viser midterlinien, som er 250 fod (76 m).
Quidditch har hvide skraverede områder omkring målstolperne, for at markere scoring området. Da Quidditch er en sport der foregår i luften, er tilskuerpladserne hævet, enten i tårne (såsom på Hogwarts) eller i en fuldt omkredsende platform, med en "top box", som betragtes som den mest prestigefyldte sted for en tilskuer, at sidde. Den britiske stadion, der er vist ved Verdensmesterskaberne i 1995 i filmatiseringen af Flammernes Pokal er det sidstnævnte stil, som synes ligner et moderne fodbold-eller atletikstadion, omend der er siddepladser der fortsætter med at kurve opad ud over det lodret, som næsten omslutter banen.
Plænen er primært brugt til at præsentation af spillerne i starten af spillet, og til tider for at falde ned på, når spillerne falder ned fra deres koste. Søgere, der undertiden flyver tæt på plænen, kan blive lokket til at smadre ind i plænen, lejlighedsvis med stor hastighed.

## Bolde

### Tromler
Tromleren er den største bold af dem alle, som er kugleformet og har en diameter på 30 cm. Den er en stor rød-brun bold der, som den eneste af boldene i spillet, ikke kan flyve selv. Den er beregnet til, at en angriber skal forsøge at kaste den ind i en af de tre målringe for at score point. Tilsvarende er det målmandens opgave at forsøge at blokere for Tromleren, ved på sin kost at flyve foran de tre målringe.
Der er en enkelt Tromler, som giver 10 point, når der bliver scoret. Tromleren har en masse huller som gør det lettere at gribe og holde på bolden

### Smashere
Smasher eller Smashere er nøddebrune magiske flyvende bolde der er beregnet til at slå Quidditch-spillere af kostene ved at flyve med fart ind i dem det er meningen at baskere (spillere i Quidditch) skal slå til dem for at holde dem væk hvis de er ved at slå holdkammeraterne. I Harry Potter og De Vises Sten slår Marcus Flint (Slytherin-kollegiet)(holdets søger (bog 1)) en Smasher lige ind i hovedet på Oliver Wood (Gryffindor-kollegiet)(holdets Målmand i Harry Potter og De Vises Sten, Harry Potter og Hemmelighedernes Kammer og Harry Potter og Fangen fra Azkaban) så han falder til jorden og dermed kan Slytherin frit score mål. I Harry Potter og Hemmelighedernes Kammer jagter en af Smasherne Harry efter at Dobby (Malfoy-husalfen) manipulerede med den. En smasher er for det meste lavet af metal. I filmene  er George og Fred Weasley (Rons storebrødre der er enæggede tvillinger) baskere på Gryffindors Quidditch hold.

### Det Gyldne Lyn
Det Gyldne Lyn (eller Lynet) er den vigtigste bold i Quidditch. Bolden er en lille gyldne bold omtrentlige på størrelse med en valnød (ca. 2,5 cm i diameter). I filmene er vingerne på Lynet af guld, selv om det i bøgerne er beskrevet, som værende sølvvinger.
Den vingede Lyn er fortryllet, så den kan svæve, og dermed flyve rundt i banen. Hvert hold har en udpeget en Søger (de fleste søgere er den letteste, hurtigste og mindste spiller på deres hold), hvis eneste opgave er at fange Lynet. Den søger, der fanger Lynet scorer 150 point til sit hold, og kun erobringen af Lynet vil afslutte spillet. Men en søger må kun fange det gyldne lyn når holdet har scoret enten over eller 50 point eller taber de kampen. Det er nævnt i bøgerne, at der i sjældne tilfælde har været kampe, som er blevet ved i måneder, så det er af afgørende betydning for at fange Lynet så hurtigt som muligt. Det er også forklaret i Harry Potter og Dødsregalierne, at Lynet har en "berøringshukommelse", som gør den i stand til at huske den første person, der har rørt ved denn. Det hjælper, når der er en tvist om, hvem der fangede Lynet først. Ingen anden spiller bortset fra Søgeren, er tilladt at røre Lynet, og dommere og andre beslutningstagere, skal handsker, når de håndterer dem. I Harry Potter og Dødsregalierne testamenterede Dumbledore til Harry det første Lyn, som Harry havde fanget, hvori Dumbledore havde skjult opstandelsensstenen.
Det første Gyldne lyn blev produceret i Godric-dalen af den berømte smed Bowman Wright.

## Spillere

### Angriber
En Angriber (eller Angriberen) er den spiller i Quidditch som skal bruge Tromleren til at score point med. Der bliver indkasseret 10 point hver gang en angriber scorer mål. Der er 3 angribere på hvert hold, derfor kan det tit blive meget svært at sno sig igennem Quidditch-banen og score, især når der også er 2 smashere at undgå, samt målmanden. Katie Bell, Angelina Johnson og Alicia Spinnet var angribere, da Harry kun var søger, men da Harry også bliver anfører er det Katie Bell, Ginny Weasley og Demelza Robins der er angribere for Gryffindors quidditchhold, da de andre har forladt skolen.

### Basker
En Basker (eller Baskeren) er den spiller i Quidditch, som skal slå til Smashere når de kommer tæt på deres holdkammeratter samt selv undgå at blive ramt. Der er 2 Baskere i alt på et hold, som er hver er udstyret med en bat, som bruges til at ramme smasheren med.
I Harry Potter og De Vises Sten tager Slytherin-holdets Søger Marcus Flint (bog, film og spil 1) battet ud af hånden på en Slytherin-Basker for at slå Oliver Wood fra Gryffindors hold, ned med en Smasher.
Gryffindors baskere er Fred og George Weasley indtil bog nummer 5 hvor de bliver frataget deres koste af Dolora J. Nidkjær, det vides derefter at de to nye baskere er Jack Slooper og en ukendt. I Harry potter og halvblodsprinsen er baskerne Jimmy Peakes og Ritchie Coote

### Målmand
Målmand (eller Målmanden) er den der beskytter de 3 målringe. Oliver Wood er Målmand i 'Harry Potter og De Vises Sten', Harry Potter og Hemmelighedernes Kammer og Harry Potter og Fangen fra Azkaban. Han tager afsked med dem i slutningen af Harrys tredje år. Der er ingen målmand på Harrys fjerde år på Hogwarts fordi quidditch er aflyst det år. Derefter er Ron Weasley Prøve-Målmand på Harrys femte år og er derfor Målmand på Harrys sjette år fordi han klarede Harrys Målmand-prøve.

### Søger
En Søger (eller Søgeren) er den der skal fange Det Gyldne Lyn, og slutter kampen.
Harry Potter blev udråbt til Søger af Professor Minerva McGonagall efter hans flyvetime med Madam Rolanda Hooch første år, og har været Gryffindors Søger lige siden. Draco Malfoy er Slytherins Søger og har været det siden Harrys andet år. Det vides ikke hvem der udnævnte ham, men der er rygter om at Professor Severus Snape gjorde det. Harry har været Gryffindors søger indtil sit femte år hvor Dolora Nidkjær konfiskerede kosten og udelukkede ham fra at spille i hendes tid på Hogwarts, derfor overtager Ginny Weasley hans plads. på Harrys sjette år må han igen spille Quidditch, men der er stadig nogen stunder hvor Ginny må være stand-in for Harry. I Harry Potter og Halvblodsprinsen er der et tidspunkt hvor Malfoy må overlade søgerposten til en anden ukendt Slytherinelev.

## Andre job på Quidditch-holdet

### Anfører
En Anfører (eller Anføreren) har det mest krævende job i Quidditch. En Anfører skal udvælge spillerne på holdet. Der bliver ikke beskrevet nogle specielle regler for udvælgelsesprocessen i bogen, men Harry Potter holder en åben prøve til gryffindor-holdet. Der er Angriber-prøver, Basker-prøver, Målmand-prøver og Søger-prøver, men Søger-prøver behøves ikke på Gryffindor-holdet, da Harry Potter allerede optager den plads. Udover at være Målmand er Oliver Wood også anfører i de første 3 bøger. Angelina Johnson er Gryffindor-holdets anfører, og på sit sjette år bliver Harry, ‘’til sin store forbløffelse’’, selv holdets anfører.

## Regler
De officielle regler for Quidditch, er delvist beskrevet i Quidditch gennem tiderne. De siges at være blevet fastsat i 1750 ved Institut for Magiske Spil og Sportsartikler. Nogle af de mere almindelige regler er som følger:
- Spillere må ikke krydse over grænsen af banen, selv om de kan flyve så højt som ønsket. Tromleren skal overgives til modstanderen, hvis en spiller krydser grænsen. Quidditch kampe i Harry Potter-filmene, viser at spillerne ofte bevidst flyve over grænselinjerne og endda omkring tilskuertårnene.

- En time-out kan tildeles et hold når holdkaptajnen ønsker det. Den kan forlænges til to timer, hvis et spil allerede har varet i mere end tolv timer.

- Dommeren kan pålægge sanktioner, hvis en fejl opstår.

- Kontakt er tilladt, men en spiller må ikke holde fast i en andens kosteskaft eller en del af hans eller hendes krop.

- Ingen udskiftning af en spiller er tilladt, selv om man er for hårdt såret til at fortsætte (sjældne undtagelser kan foretages, når spillet fortsætter med en stor længde af tid, og spillerne bliver for trætte til at fortsætte).

- Spillere kan tage deres tryllestave med på banen, men de må ikke bruges på eller imod nogen spillere, alle spillerenes kosteskaft, dommeren, en af de fire kugler, eller tilskuere.

## Quidditch i Harry Potter-bøgerne

### Hogwarts' Quidditchturnering
| År | Mestre     | År        | Bog                                     | Forklaring                                                                          |
| -- | ---------- | --------- | --------------------------------------- | ----------------------------------------------------------------------------------- |
| 1  | Ravenclaw  | 1991/1992 | Harry Potter og De Vises Sten           |                                                                                     |
| 2  | Aflyst     | 1992/1993 | Harry Potter og Hemmelighedernes Kammer | Hemmelighedernes Kammer er åbnet af Ginny Weasley.                                  |
| 3  | Gryffindor | 1993/1994 | Harry Potter og fangen fra Azkaban      |                                                                                     |
| 4  | Aflyst     | 1994/1995 | Harry Potter og Flammernes Pokal        | Der er konkurrence i magisk trekamp (magi).                                         |
| 5  | Gryffindor | 1995/1996 | Harry Potter og Fønixordenen            |                                                                                     |
| 6  | Gryffindor | 1996/1997 | Harry Potter og Halvblodsprinsen        | Harry's første (og eneste) sæson som holdkaptajn; holdet vinder deres tredje titel. |
| 7  | Aflyst     | 1997/1998 | Harry Potter og Dødsregalierne          | Banen er ødelagt, fordi Voldemort og Harry Potter er i krig.                        |

## Eksterne links
- Wikimedia Commons har flere filer relateret til Quidditch
- Wikia har en wiki om: Harry Potter Wiki